# Muhammad Ibrāhīm Kāmil
Muhammad Ibrāhīm Kāmil (arabisch محمد إبراهيم كامل, DMG Muḥammad Ibrāhīm Kāmil; * 6. Januar 1927 in Kairo; † 22. November 2001 ebenda) war ein ägyptischer Diplomat und Außenminister.

## Leben
Muhammad Ibrāhīm Kāmil war mit Rashika Shaker verheiratet und hatte zwei Söhne. Er schloss 1947 ein Studium der  Rechtswissenschaft an der Universität Kairo ab und lernte Anwar as-Sadat während eines sechsmonatigen Gefängnisaufenthaltes kennen. Beide gehörten der antibritischen Ḥizb Miṣr al-Fatāt an, die in die Ermordung des vormaligen Finanzministers der Wafd-Partei-Regierung von Mustafa an-Nahhas Pascha, Amin Osman Pasha (* 1899; † 6. Januar 1946), durch Hussein Taufik in der Adli-Straße im Zentrum Kairos verstrickt war.
Kāmil wurde kurzzeitig im Justizministerium beschäftigt und trat 1956 in den auswärtigen Dienst, der ihn in London, Mexico-Stadt, Ottawa, Montreal einsetzte. Von 1969 bis 1972 war er Botschafter in Kinshasa Avenue De l'Uganda, anschließend bis zum 28. August 1973 in Stockholm und sodann bis 1977 in Bonn tätig. Von 15. Dezember 1977 bis 17. September 1978 war er Außenminister und nahm an den Verhandlungen des Camp-David-Abkommen teil und trat vor dessen Unterzeichnung als Außenminister zurück.
Im Juni 1985, wurde Kāmil erster Vorsitzende einer ägyptischen Menschenrechtsorganisation, die von der Regierung für illegal erklärt und geduldet wurde.

## Schriften
- The Camp David Accords: A Testimony, KPI 1986
- The Lost Peace Of The Camp David Accords, 1984
- Egypt's Road to Jerusalem, 1997